# Objet de Arimatsu
L'objet de Arimatsu est une planète mineure du système solaire située dans la ceinture de Kuiper. Elle a été découverte grâce à l'occultation d'une étoile. C'est d'ailleurs pour cette raison que cet objet n'a pas reçu de désignation normalisée du Centre des planètes mineures, car il n'a pas été observé directement et ne pourra vraisemblablement jamais être retrouvé et réobservé.